# Grothe
Grothe (ook: Van Ghesel Grothe en: Loten van Doelen Grothe) is een van oorsprong Duitse familie waarvan leden zich begin 17e eeuw in Nederland vestigden.

## Geschiedenis
De stamreeks begint met Diderich Grothe die tussen 1488 en 1505 deken van het "Kaufmansamt" was te Lemgo en die tussen 1519 en 1526 overleed. Zijn nazaat Joost, geboren in Lemgo in 1591, werd onder andere rechter te Vorden en de stamvader van de in de Nederlanden gevestigde tak.
De genealogie van de familie werd in 1914 opgenomen in het naslagwerk Nederland's Patriciaat.

## Enkele telgen
Joost Grothe (1591-1656), rechter te Vorden
- Mr. Engelbert Tileman Grothe (1631-1698), burgemeester van Zutphen
  - Jacob Grothe (1672-1751), burgemeester van Arnhem
    - Laurens Grothe (1708-1787), trad in dienst van de Vereenigde Oostindische Compagnie en de West-Indische Compagnie, resident van Tegal
      - Alexander Jan Grothe (1756-1838)
        - Laurens Clarus Eliza Grothe (1785-1835), kanunnik; trouwde in 1810 met Sophia Jacoba Wilhelmina van Ghesel (1790-1824)
          - Alexander Lodewijk Grothe, heer van Wemeldinge (1812-1900)
          - Mr. Jacob Anne Grothe (1815-1899); trouwde in 1843 Arnoudina Johanna Carolina Loten van Doelen (1817-1875)
            - Mr. Constant Jacob Willem Loten van Doelen Grothe (1851-1925), burgemeester, heemraad, lid van provinciale en gedeputeerde staten van Utrecht, verkreeg bij Koninklijk Besluit van 1 maart 1877 naamswijziging tot Loten van Doelen Grothe
            - Mr. Willem Theodoor Grothe, heer van Schellach (1862-1919)
              - Sophia Machtelina Grothe (1896-1994); trouwde in 1919 met mr. dr. Jan van Walré de Bordes (1894-1947), burgemeester van Middeelbrug
              - Mr. Jacob Anne Grothe, heer van Schellach (1897-1970), bankier

          - Jacob Theodoor Grothe (1822-1894), lid gemeenteraad van Zeist
            - Sarah Johanna Grothe (1849-1927); trouwde in 1925 met Willem Aarnoud van Beeck Calkoen, heer van Rhijnestein (1846-1925), burgemeester, heemraad, lid van provinciale staten van Utrecht, bewoners van huis Rhijnestein, lid van de familie Calkoen
            - Alexander Lodewijk Grothe (1850-1932); trouwde in 1885 met Henriette Amelie Jeannette Twiss (1860-1947), publiciste, lid van de familie Twiss
            - Jacob Anne van Ghesel Grothe (1850-1918), rentmeester en assuradeur, verkreeg bij KB van 22 november 1855 naamswijziging tot Van Ghesel Grothe
            - Sophie Jacoba Wilhelmina Grothe (1852-1897), schilderes; trouwde in 1895 met Hendrik Willebrord Jansen (1855-1908), kunstschilder
            - Constantia Isabella Jacquelina Grothe (1856-1928); trouwde in 1881 met Herman Friedrich Kol, heer van Ouwerkerk (1853-1928), chef der firma Vlaer & Kol, bankiers, lid gemeenteraad van Utrecht

Geslachten die opgenomen zijn in het sinds 1910 verschijnende genealogische naslagwerk Nederland's Patriciaat. Lijst volgens opgave van het CBG Centrum voor familiegeschiedenis.
A · B · C · D · E · F · G · H · I · J · K · L · M · N · O · P · Q · R · S · T · U · V · W · Y · Z